# Кели Келекиду
Кели Келекиду, известна и като Кел-Кел (на гръцки: Κέλλυ Κελεκίδου, Κέλ-Κελ), е известна гръцка певица. Издава четири студийни албума и един сингъл албум, който достига златен статус.

## Биография
Родена е на 9 април 1979 година в големия македонски град Солун, Гърция. По произход е от Кавала. След като завърша гимназия започва да учи бизнес управление и за медицинска сестра. Увлича се по музиката и четири години посещава уроци по пеене в Солунската съвременна консерватория, както и една година уроци по византийска музика. Започва музикаланата си кариера в клубове в родния си град. В 2005 година подписва договор със Сони Мюзик Грийс и издава едноименния си първи албум, който достига до 16 място в класацията ИФПИ Гърция. Първата песен от албума „Глика, глика гликя му“ (Γλύκα, γλύκα γλυκιά μου) е вариация върху известна песен на Ефи Тоди в стил модерна лаика. Песента става хит и в същата година изнася концерти в Атина заедно с Христос Дантис и Никос Куркулис. В 2006 година Келекиду издава втория си албум „Сингендросу“ (Συγκεντρώσου), който достига до номер 11 в класацията ИФПИ Гърция. В 2007 година издава сингъла „Се тело ме трела“ (Σε θέλω με τρέλα), който става златен в следващата 2008 година. Сътрудничи си с известни гръцки певци, сред като са Никос Куркулис, Дионисис Макрис и Костас Мартакис, с които пее и дуети.
В април 2008 година Келекиду издава третия си албум „Макрия Су Ден Ипархо“ (Μακριά σου δεν υπάρχω). След като известно време изнася концерти с Никос Куркулис, в юли 2008 година Кели Келекиду и Куркулис заминават на турне заедно в Австралия, където изнасят концерти в Аделаида, Сидни и Мелбърн.
В 2009 година се жени за певеца Никос Куркулис, с когото има син и дъщеря. Заминават да живеят в Австралия заради музикалната си кариера. В 2018 година се завръщат в Гърция.

## Дискография

### Албуми
- 2005: Κέλλυ Κελεκίδου (Ελλάδα #16)
- 2006: Συγκεντρώσου (Ελλάδα #11)
- 2008: Μακριά σου δεν υπάρχω
- 2010: Άγγελοι στην Κόλαση

### CD Сингли
- 2007: Σε θέλω με τρέλα
- 2010: Καλωσήρθες

### Сингли
- 2005: Μα το θεό
- 2006: Γλύκα, γλύκα γλυκιά μου
- 2006: Συγκεντρώσου
- 2006: Μες στην τρέλα μου
- 2006: Λάθος αγάπη
- 2006: Με έδεσες με τα μάγια σου
- 2006: Αν σε χάσω θα χαθώ
- 2007: Σε βγάζω άκυρο
- 2007: Χωρίς δεκάρα
- 2008: Σε θέλω με τρέλα
- 2008: Και λοιπόν
- 2008: Κράτησε με δυνατά
- 2008: Μου ρίχνεις ευθύνη
- 2008: Ζω για σένα
- 2008: Συγγνώμη
- 2008: Ποιά ήταν τόσο δική σου;
- 2008: Θλιμμένο κοριτσάκι
- 2010: Καλημέρα αγάπη μου
- 2010: Τελευταία φορά
- 2010: Άγγελοι στην κόλαση
- 2010: Μπροστά σου θα με βρίσκεις
- 2010: Για μένα
- 2010: Αν κάνω άτακτη ζωή
- 2011: Ένα με σένα
- 2011: Με τα μάτια σκότωσε με
- 2012: Προχωράμε
- 2012: Με πειράζει
- 2012: Τι κουράγιο να 'χω
- 2012: Και τα χαλάσαμε
- 2012: Κι όλο πίνω
- 2013: Εκδηλώθηκες
- 2015: Μια νύχτα γνωριστήκαμε
- 2016: Πως να σε πιστέψω